# Avenue Foch (Nancy)
Pour les articles homonymes, voir Avenue Foch.
L'avenue Foch est une voie de la commune de Nancy, dans le département de Meurthe-et-Moselle, en région Lorraine.

## Situation et accès
L'avenue Foch est située à l'ouest du ban communal de Nancy, au sein du quartier administratif Poincaré - Foch - Anatole France - Croix de Bourgogne.
Voie adoptant une direction générale ouest-est, l'avenue Foch relie la gare de Nancy à la place de la Commanderie, l'extrémité occidentale de l'artère se plaçant à proximité de la commune de Laxou.

## Origine du nom
L'avenue tient son nom en l'honneur de Ferdinand Foch, maréchal de France, le Généralissime de la grande Guerre.

## Historique
Avant sa dénomination actuelle, la rue s'appelait « rue du Faubourg Saint-Jean » car elle se situait hors les murs de la ville neuve au-delà de la porte Saint-Jean.

## Bâtiments remarquables et lieux de mémoire
- no 2 les magasins réunis

- no 5 bis ancien siège du journal l'Est Républicain [1]

construit en 1913 par l’architecte Pierre Le Bourgeois
- no 32 Maison d'Hippolyte Maringer (1833-1909), maire de Nancy ; puis d'Etienne Georges (1866-1935), professeur de médecine.

- no 41 Maison du Docteur Paul Jacques

construite en 1905 par l’architecte Paul Charbonnier
édifice objet d’une  inscription au titre des monuments historiques depuis 1979
- no 45 Maison Loppinet [3]

construite en 1903 par l’architecte Charles-Désiré Bourgon
bâtisse objet d’une inscription au titre des monuments historiques depuis 1976
- no 69 Immeuble Lombard

construit en 1903 par l’architecte Émile André
édifice objet d’un classement au titre des monuments historiques depuis 1996
- no 71 Immeuble France-Lanord [6],[7],[8]

construit en 1904 par l’architecte Émile André
édifice objet d’un classement au titre des monuments historiques depuis 1998
- au no 84 de l'impasse Clérin : Tour de la Commanderie

édifice objet d’une inscription au titre des monuments historiques depuis 1927

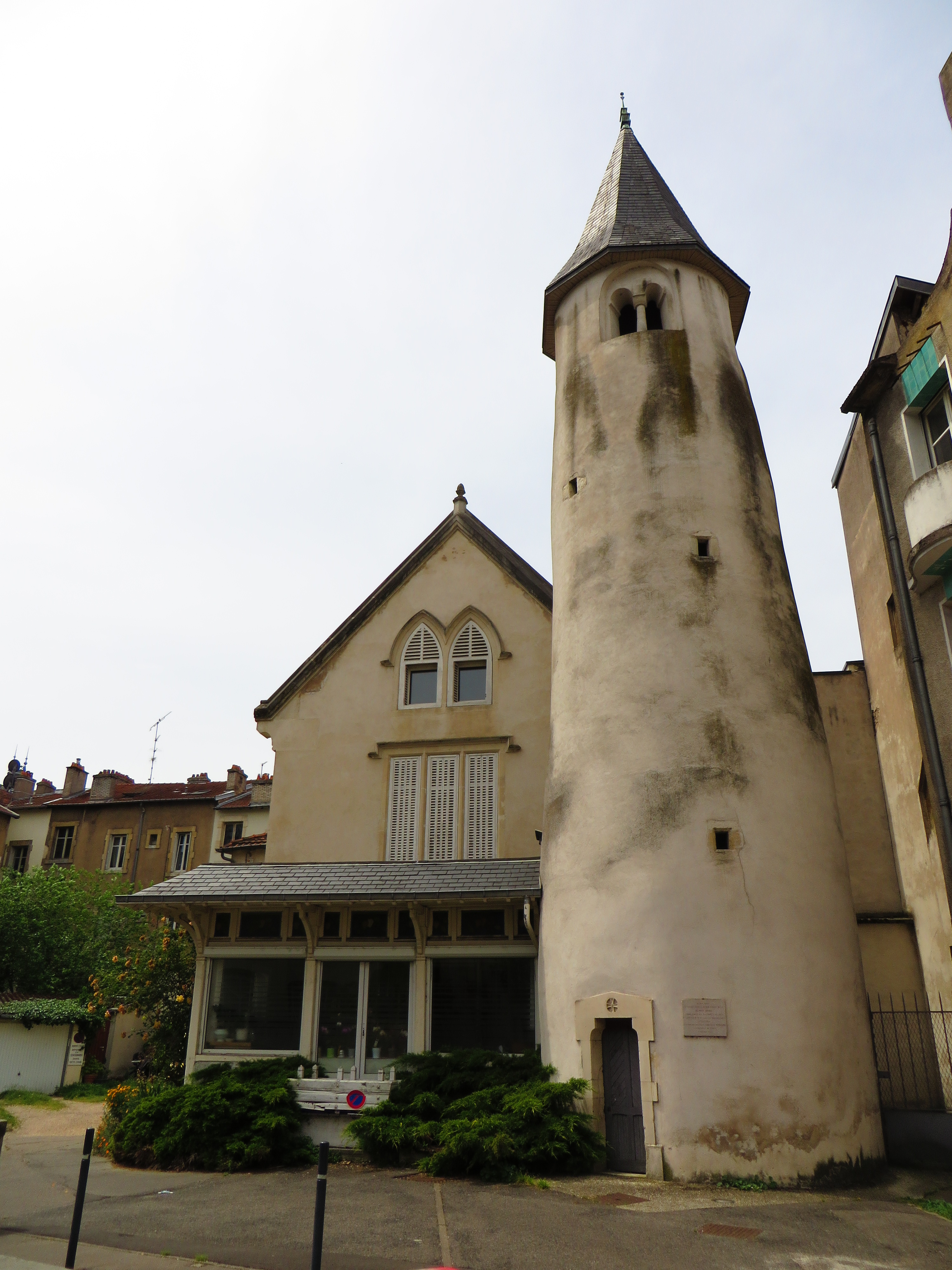
Tour Saint-Jean, plus vieil édifice de Nancy, au no 84 impasse Clérin.
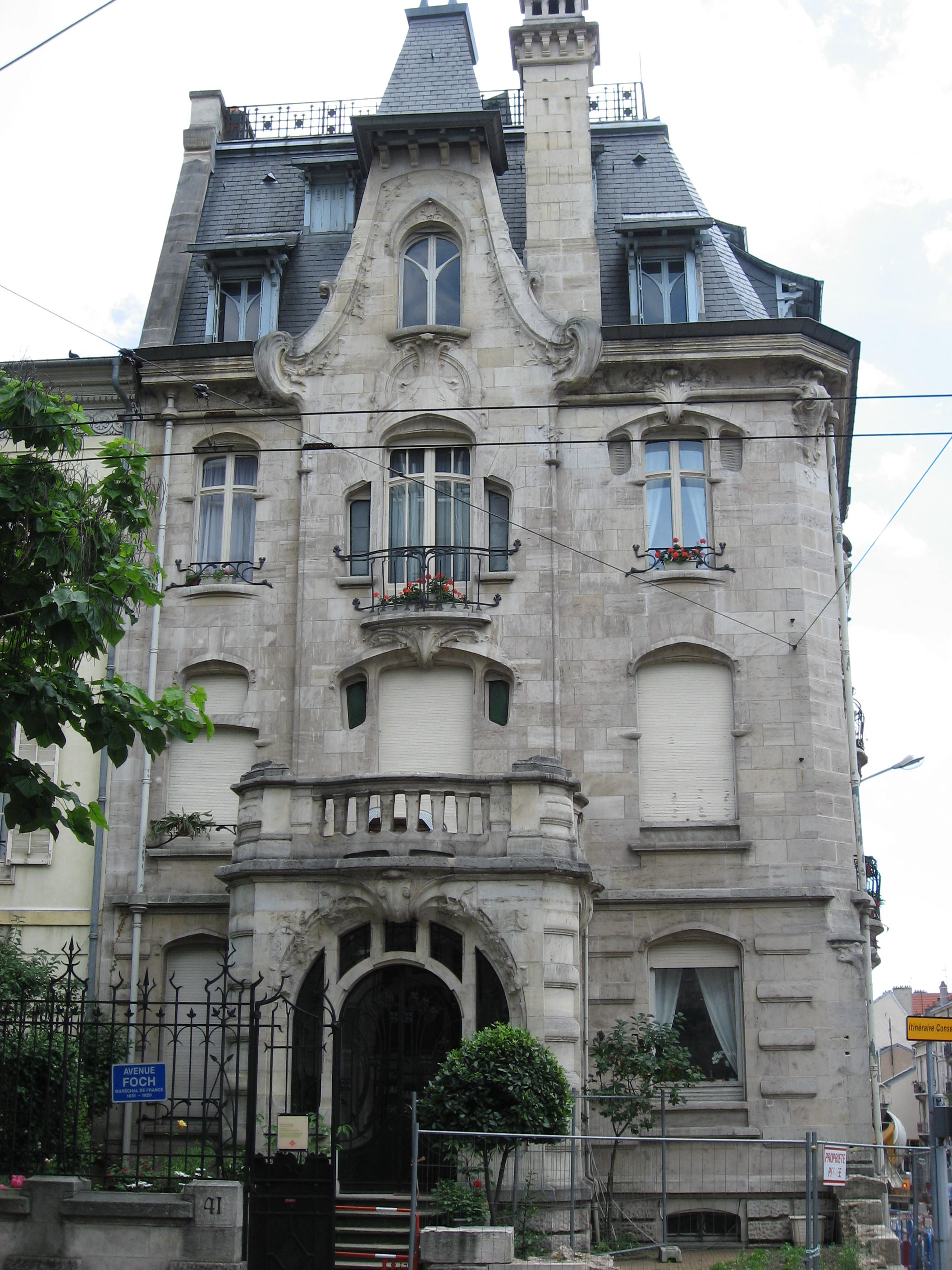
Maison du Docteur Paul Jacques, au no 41.